# ساحة العاصي

مئات الاف المتظاهرين في ساحة الشهداء بمدينة حماة.

ساحة العاصي أو ساحة الشهداء كما يسميها البعض[بحاجة لمصدر] هي الساحة الرئيسية في مدينة حماة السورية وقد كانت مركزاً أساسياً للاحتجاجات السورية 2011 في المدينة. وقد شهدت هذه الساحة مجزرة في 3 حزيران/يونيو راح ضحيتها أكثر من 80 ضحية. وفي 1 تموز/يوليو 2011 شهدت الساحة أكبر مظاهرة في تاريخ سوريا على الإطلاق حيث قدر عدد المتظاهرين في الساحة بأكثر من نصف مليون متظاهر يطالبون برحيل نظام الرئيس بشار الأسد.